# Mourik Huijser
Mourik Huijser (Rotterdam, 24 april 1991) is een Nederlands honkballer die van 2010 tot 2015 als catcher speelde bij Neptunus.

## Sportloopbaan
Huijser begon op zesjarige leeftijd met honkbal bij de vereniging HSV Saints in Rotterdam-Hillegersberg. Op zijn dertiende speelde hij twee seizoenen bij de jeugd van het toenmalige Sparta/Feyenoord. Sinds zijn vijftiende was hij lid van Neptunus en kwam hij uit voor het opleidingsteam, de Unicorns. Van daaruit stroomde hij door naar het rookie-team DOOR Tridents. In 2010 maakte hij zijn debuut als achtervanger voor de hoofdmacht van Neptunus. Daarna maakte hij drie jaar deel uit van de selectie van 2013 tot en met 2015. Met Neptunus nam hij in 2014 en 2015 deel aan de Europacup voor landenteams en behaalde hij in het laatste jaar de titel. In 2015 rondde hij zijn topsportloopbaan af en ging hij spelen in de 2e klasse bij HSV Saints, waar hij ook een damessoftbalteam coacht. Huijser is werkzaam als docent op een middelbare school.

## Internationaal
Vanaf zijn zestiende zat Huijser in de selectie van Jong Oranje. In 2005 maakte hij deel uit van het Junior League team dat via het behalen van het Europees Kampioenschap in Polen doordrong tot de World Series in Williamsport, Amerika. In 2009 deed hij op uitnodiging mee aan de MLB Academy in Tirrenia, Italië en vervolgens in Cary in de Verenigde Staten. In 2010 was hij bullpencatcher voor het Nederlands honkbalteam maar zou niet voor het team zelf uitkomen. In 2012 speelde hij met een gelegenheidsteam, de Dutch Tigers, een invitatietoernooi in Phoenix, Arizona.